# Černíky
Černíky (německy Czernik, Tschernik) jsou obec v okrese Kolín ve Středočeském kraji. Leží asi pět kilometrů severozápadně od města Český Brod. Žije v nich 170 obyvatel a jejich katastrální území měří 387 hektarů.

## Historie
První písemná zmínka o vesnici pochází z roku 1293.
Vesnice patřila pod církevní správu faráře ve Štolmíři. V 17. století usilovali majitelé kounického panství, manželé de Suys, o její převedení k farnosti Bříství, aby jejich poddaní neplatili desátek cizímu faráři. Konzistoř však převod odmítla.
Ve vsi Černíky (284 obyvatel) byly v roce 1932 evidovány tyto živnosti a obchody: dva hostince, kovář, lom, dva rolníci, obchod se smíšeným zbožím, trafika, velkostatek.

## Obyvatelstvo
| Rok            | 1869 | 1880 | 1890 | 1900 | 1910 | 1921 | 1930 | 1950 | 1961 | 1970 | 1980 | 1991 | 2001 | 2011 | 2021 |
| -------------- | ---- | ---- | ---- | ---- | ---- | ---- | ---- | ---- | ---- | ---- | ---- | ---- | ---- | ---- | ---- |
| Počet obyvatel | 250  | 320  | 325  | 270  | 276  | 284  | 306  | 189  | 174  | 162  | 150  | 125  | 96   | 116  | 166  |
| Počet domů     | 28   | 33   | 35   | 34   | 35   | 40   | 63   | 63   | 57   | 54   | 47   | 59   | 60   | 60   | 66   |

## Obecní správa
Dějiny územněsprávního začleňování zahrnují období od roku 1850 do současnosti. V chronologickém přehledu je uvedena územně administrativní příslušnost obce v roce, kdy ke změně došlo:
- 1850 země česká, kraj Pardubice, politický okres Černý Kostelec, soudní okres Český Brod, obec Štolmíř[8]
- 1855 země česká, kraj Praha, soudní okres Český Brod, obec Štolmíř
- 1868 země česká, politický i soudní okres Český Brod, obec Štolmíř
- 1897 země česká, politický i soudní okres Český Brod[9]
- 1939 země česká, Oberlandrat Kolín, politický i soudní okres Český Brod[10]
- 1942 země česká, Oberlandrat Praha, politický i soudní okres Český Brod[11]
- 1945 země česká, správní i soudní okres Český Brod[12]
- 1949 Pražský kraj, okres Český Brod[13]
- 1960 Středočeský kraj, okres Nymburk
- k 1. lednu 1980 Středočeský kraj, okres Nymburk, městys Kounice[9]
- k 24. listopadu 1990 Středočeský kraj, okres Nymburk[9]
- 2003 Středočeský kraj, okres Nymburk, obec s rozšířenou působností Český Brod
- 2021 Středočeský kraj, okres Kolín, obec s rozšířenou působností Český Brod

Začátkem roku 2021 byla obec kvůli sjednocení hranic okresů a obcí s rozšířenou působností převedena z okresu Nymburk do okresu Kolín.

### Obecní symboly
Dne 25. dubna 2018 bylo schváleno udělení znaku a vlajky obce. Znak a vlajka byly obci uděleny rozhodnutím předsedy Poslanecké sněmovny Parlamentu České republiky dne 3. května 2018.

## Doprava
Obcí prochází silnice II/245 Český Brod – Černíky – Čelákovice. Železniční trať ani stanice na území obce nejsou. V roce 2025 v obci zastavovaly autobusy linka 662 ve dvou variantách trasy: hlavní trasa Čelákovice,Toušeňská – Mochov – Vyšehořovice – Vykáň – Černíky – Český Brod, žel. st. – Kšely – Vitice – Třebovle – Kouřim a vložené spoje v trase Mochov – Vyšehořovice – Vykáň – Černíky – Kounice.

## Pamětihodnosti
- Barokní kaple svatého Václava z roku 1760

## Fotogalerie

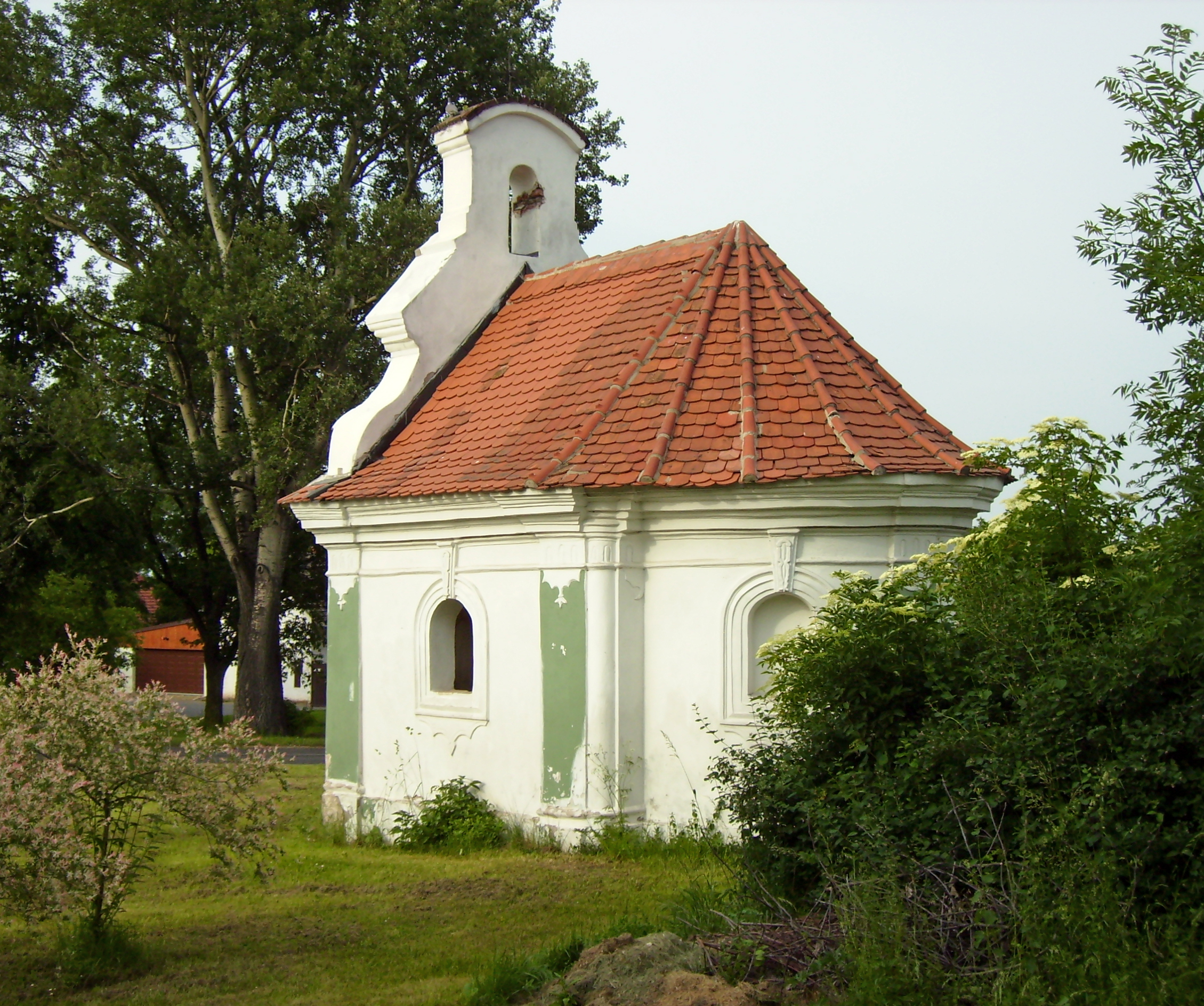
Kaple svatého Václava na návsi
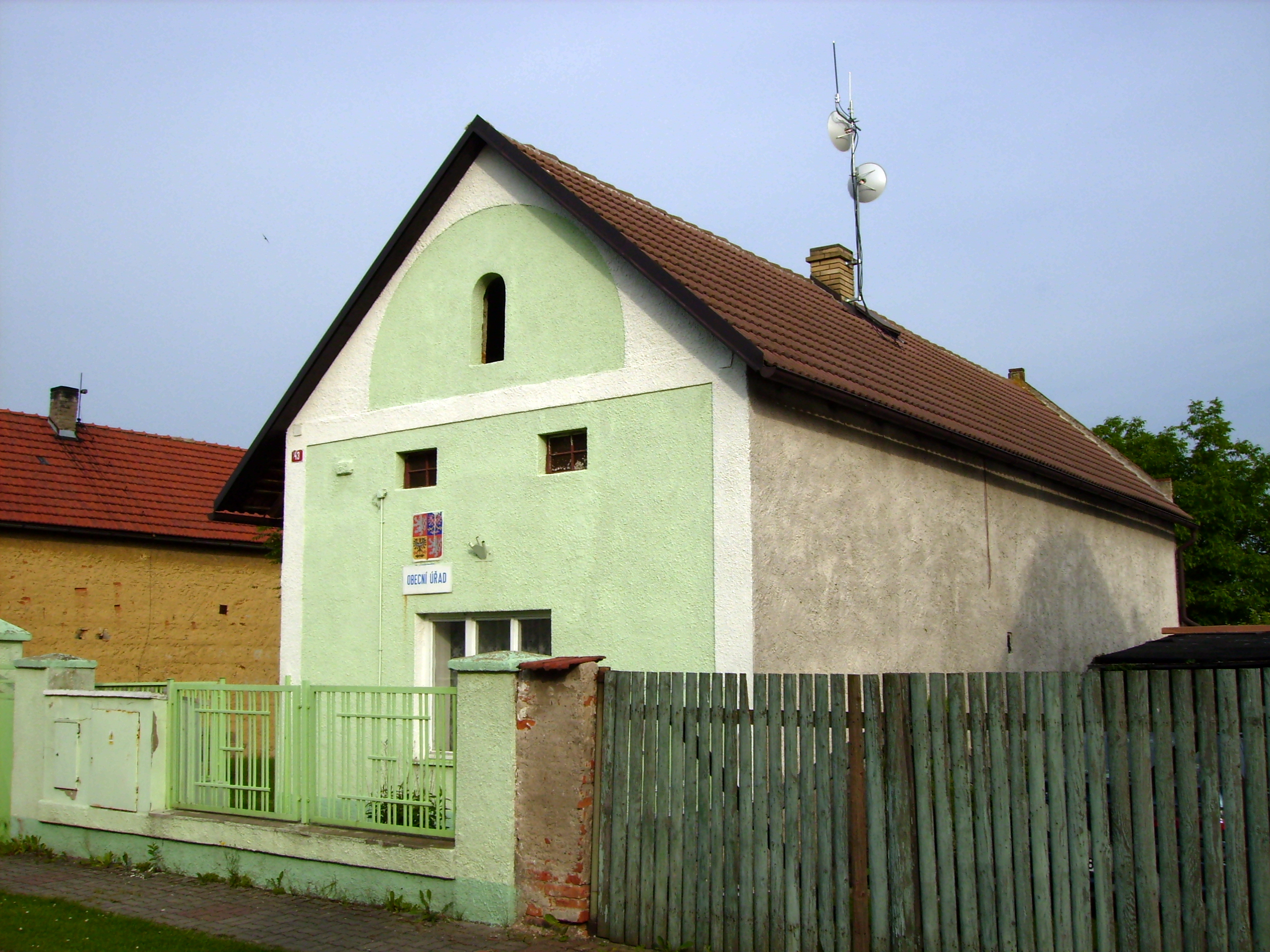
Budova obecního úřadu
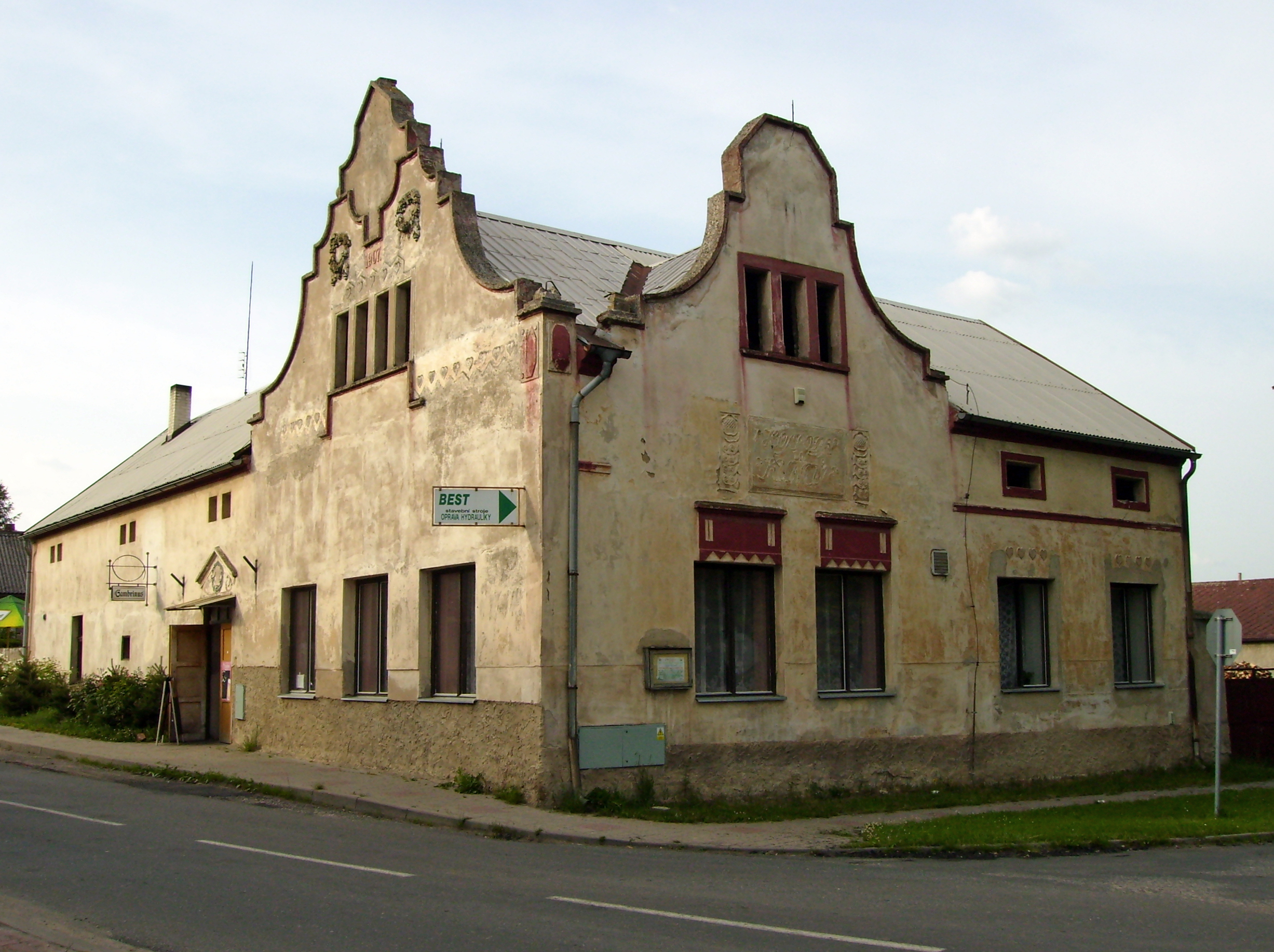
Hospoda U Kunců na návsi
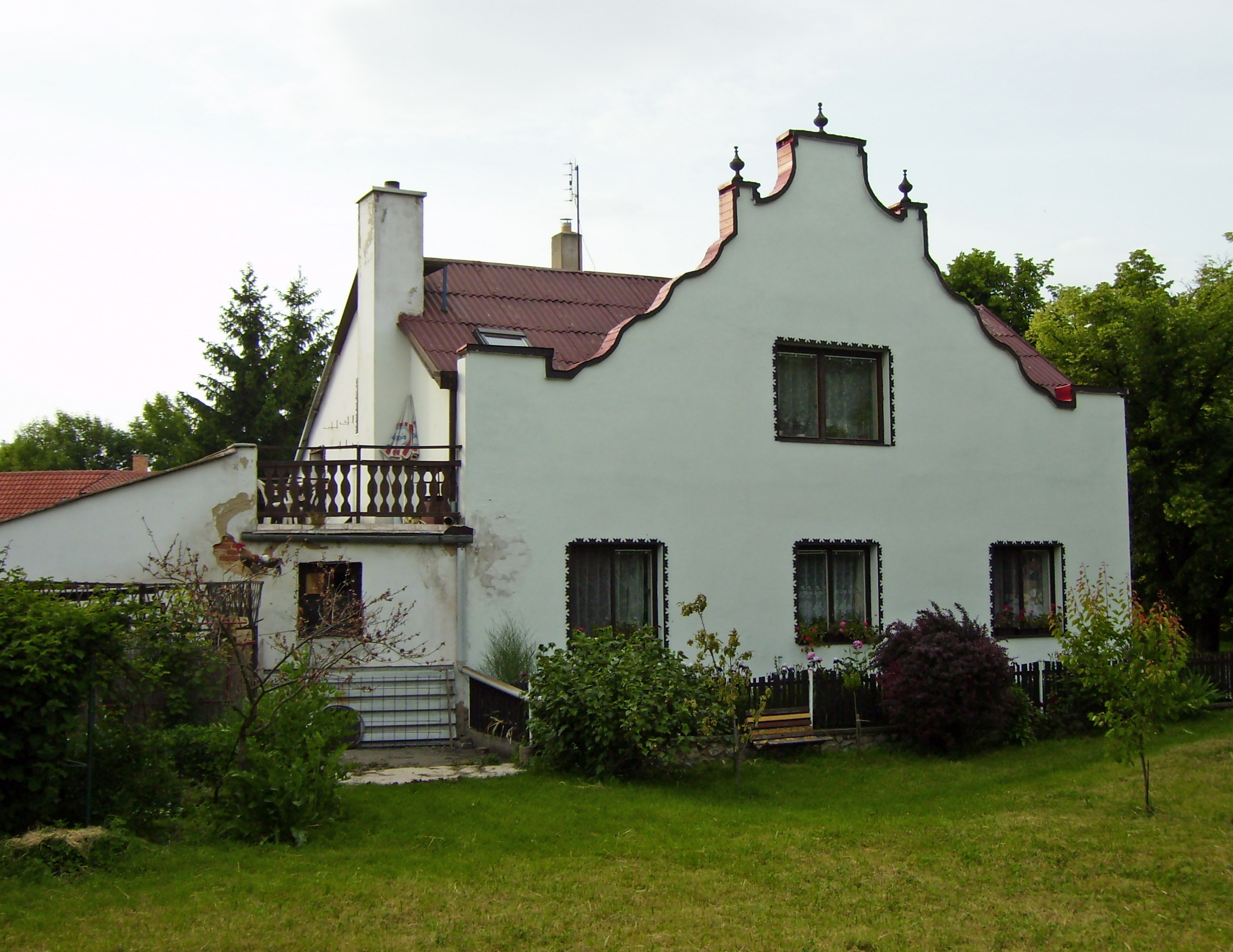
Dům na návsi